# Uroš Lajovic
Uroš Lajovic, slovenski dirigent in profesor dirigiranja, * 4. julij 1944, Ljubljana.

## Življenjepis
Uroš Lajovic se je rodil 4. julija 1944 v Ljubljani. Svojo glasbeno pot je po študiju kompozicije pri prof. Matiji Bravničarju  in dirigiranja pri prof. Danilu Švari na Akademiji za glasbo v Ljubljani nadaljeval v letih 1969-70 z izpopolnjevanji na Mozarteumu v Salzburgu pri prof. Brunu Maderni ter na dunajski Visoki šoli za glasbeno in scensko umetnost, ki jo je pod mentorstvom prof. Hansa Swarowskyja z odliko zaključil leta 1971. Dirigentsko kariero je pričel v svojem rojstnem mestu – najprej kot asistent dirigent, nato pa kot stalni dirigent Slovenske filharmonije. Med 1974 in 1976 je bil vodja Komornega orkestra RTV Ljubljana, pozneje pa tudi šef dirigent orkestra Zagrebških simfonikov (1979-81). V letu 1988 je ustanovil komorni ansambel Slovenicum, ki je deloval do leta 2001 in žel mednarodne uspehe. Prav tako vse od konca 80-ih poučuje dirigiranje na Visoki šoli za glasbeno in scensko umetnost na Dunaju, kjer je 1991 nastopil redno profesuro. Med letoma 2001 in 2006 je bil glavni dirigent Beograjske filharmonije; od 2009 pa poučuje dirigiranje tudi na Zagrebški glasbeni akademiji.

## Sodelovanje z orkestri
Prof. Lajovic je z orkestrom prvič nastopil 24.10.1965. Od tedaj je dirigiral tako mednarodno priznanim solistom kot orkestrom in zborom. Njegova koncertna zgodovina do sedaj beleži že več kot 1300 nastopov v Sloveniji in tujini; svoj pečat pa je pustil tudi na kar 90 opernih predstavah. Tako je s skoraj 70 orkestri gostoval že po vsej Evropi, Rusiji, Turčiji, ZDA, Koreji, na Kitajskem, na Tajvanu ter nazadnje v Kolumbiji. Hkrati je pobudnik za nastanek mnogih slovenskih skladb in njihov njihov krstni dirigent. Za svoje delo je zato prejel več mednarodnih priznanj.

## Komorni orkester Slovenicum
Komorni orkester Slovenicum je leta 1989 ustanovil Uroš Lajovic, ki je bil vse do zaključka delovanja v letu 2001, tudi njegov dirigent in umetniški vodja. Orkester je večinoma izvajal dela iz 18. stoletja, hkrati pa veliko težo namenil tudi delom slovenskih skladateljev. Vse od svojih začetkov so veljali za vrhunsko zasedbo, zato so bili v Slovenicumu zbrani le najboljši glasbeniki iz vodilnih slovenskih orkestrov, med drugim iz Slovenske filharmonije, Simfoničnega orkestra RTV Slovenija in Orkestra Opere Ljubljana. Svojo prvo sezono so pričeli z deli Mozarta in Haydna, kar jim je prineslo mednarodno slavo in številne nastope tako doma kot drugod po svetu. Hkrati je to prineslo tudi pričetek mnogih plodnih sodelovanj s priznanimi domačimi in tujimi glasbeniki. Slovenicum velja za renomirano, mednarodno priznano zasedbo, ki si je, poleg bogate koncertne zgodovine, mesto v slovenski klasični glasbi zagotovilo tudi s številnimi radijskimi, studijskimi in koncertnimi posnetki.

## Nagrade in priznanja
- 1967 – Prešernova nagrada UL za kompozicijo, Ljubljana
- 1969 – Prešernova nagrada UL za dirigenta, Ljubljana
- 1971 – nagrada Abgangspreis, Akademija za glasbo Dunaj
- 1976 – 2. nagrada Guido Cantelli, La Scala, Milano
- 1981 – nagrada Prešernovega sklada za izvedbo Mahlerjeve 1. simfonije, Ljubljana[6]
- 2006 – medalja Beli Angel, Beograd[7]
- 2008 – nagrada mesta Ljubljana za kulturo, Ljubljana[8]
- 2013 – Častni križ republike Avstrije za umetnost in znanost (nem. Österreichisches Ehrenkreuz für Wissenschaft und Kunst)

- 2023 – častni dirigent Beograjske filharmonije

## Diplomirani študenti in študentke
Uroš Lajovic je med drrugim poučeval na Univerzi za glasbo in uprizoritvene umetnosti Dunaj, kjer je deloval kot gostujoči profesor med 1989-91, redni profesor med 1991-2012 ter profesor emeritus od 2012 dalje. V njegovem razredu so diplomirali naslednji dirigenti in dirigentke: 
1. 1990 Stefanos TSIALIS , Grčija
2. 1991 Vincent BORRITS, Francija
3. 1992 Adriano MARTINOLLI, Italija
4. 1992 Mario PASQUARIELLO, Italija
5. 1992 Ottokar PROCHASKA, Avstrija
6. 1994 Elmo COSENTINI, Avstrija
7. 1994 Francois-Pierre DESCAMPS, Francija
8. 1995 Luciano GOLINO, Italija
9. 1995 Kyu-Jin CHO, Južna Koreja
10. 1996 Alexis AGRAFIOTIS, Grčija
11. 1997 Alexander KUKELKA, Avstrija
12. 1997 Kirill PETRENKO,	Rusija
13. 1998 Murat KODALLI, Turčija
14. 1998 Jesus Lorenzo LOPEZ, Španija
15. 1998 Vladimiros SIMEONIDIS, Grčija
16. 1999 Marius BURKERT, Avstrija
17. 1999 Stephan HÖLLWERTH	Avstrija
18. 2000 Hsiao-Lin LIAO*,	Tajvan
19. 2000 Henrik NANASI, Madžarska
20. 2001 Kyrillo KARABITS, Ukraina
21. 2001 Carlos Federico SEPULVEDA ARROYAVE, Kolumbija
22. 2001 Dian TSCHOBANOV,	Bolgarija
23. 2003 Monika SZABO*, Madžarska
24. 2003 Ching Min LU, Tajvan
25. 2003 Andrés OROZCO-ESTRADA, Kolumbija
26. 2004 Marko HRIBERNIK,	Slovenija
27. 2004 Birgit SELHOFER*, Avstrija
28. 2005 Enrico CALESSO, Italija
29. 2005 KIM, Yong Gon, Severna Koreja
30. 2005 Ri, Chol Ung, Severna Koreja
31. 2005 Tobias von ARB, Švica
32. 2006 Ho Song KIM, Severna Koreja
33. 2006 Tae Ryong KIM, Severna Koreja
34. 2006 Myong Il RI, Severna Koreja
35. 2007 Alan BURIBAJEV, Kazahstan
36. 2007 Myong Chol RI, Severna Koreja
37. 2007 Pyong Ui RI, Severna Koreja
38. 2007 Sun Chol SONG, Severna Koreja
39. 2007 Ajtoni CZABA SZAKACZ, Madžarska
40. 2008 Domeniko BRISKI, Hrvaška
41. 2008 Hyeg Jae CHOI, Južna Koreja
42. 2008 Miguel GARCIA CANAMERO, Španija
43. 2008 Myong Gwon HO, Severna Koreja
44. 2008 Chung Il KIM, Severna Koreja
45. 2008 Mi Jung KIM*, Južna Koreja
46. 2008 Chol Jin PANG, Severna Koreja
47. 2008 Martin ZELLER, Nemčija
48. 2009 Yen-Jia HUANG, Kitajska
49. 2009 Alexander KRALL,	Avstrija
50. 2009 Yi Chen LIN*, Tajvan
51. 2009 Tomohiro SEYAMA,	Japonska
52. 2010 Gabriele DONA, Italija
53. 2010 Jin Ho MOON, Južna Koreja
54. 2010 Tae Jung LEE, Južna Koreja
55. 2010 John LIDFORS, Anglija
56. 2011 Konstantin ILIJEVSKI, Bolgarija
57. 2011 Angelo Juan ACOSTA, Kolumbija
58. 2012 Konstantinos DIMINAKIS, Grčija
59. 2012 Andris RASMANIS, Estonija
60. 2012 Leonid BELJAJEV,	Ukraina

(*)dirigentke